# Pusyamitra Sunga
Pusyamitra Sunga lub Puszjamitra Siunga (? - ok. 151 p.n.e.) – bramin, założyciel dynastii Sunga. Był dowódcą armii ostatniego władcy z dynastii Maurjów, którego obalił w wyniku przewrotu pałacowego w 183 p.n.e. W czasie swych rządów dążył do przywrócenia wierzeń i rytuałów wedyjskich.
Jego następcą został Agnimitra.